# 펀 앤 게임즈
펀 앤 게임즈(Fun And Games)는 영국에서 제작된 레이 오스틴 감독의 1971년 드라마 영화이다. 알렉산드라 헤이 등이 주연으로 출연하였고 필립 N. 크러슨 등이 제작에 참여하였다.

## 출연

### 주연
- 알렉산드라 헤이
- 샌더 엘스

### 조연
- 해리 베어드
- 닐 핼렛
- 로버트 브라운
- 프레드릭 애봇
- 데이비드 보어
- 피터 J. 엘리어트
- 트레이시 리드
- 스텔라 태너
- 로니 브로디
- 스탠리 데이비스
- 조 던
- 디니 포웰
- 테리 리처즈
- 피터 웨스턴

## 제작진
- 미술: 제임스 웨더럽